# This Is the Remix (Jessica Simpson)
This Is the Remix è un album di remix della cantante Jessica Simpson.

## Tracce
1. "I Wanna Love You Forever"(Soul Solution Remix Radio Edit)
2. "I Wanna Love You Forever" (Soul Solution Extended Club Vocal Version)
3. "I Think I'm in Love with You" (Peter Rauhofer club mix)
4. "I Think I'm in Love with You" (Lenny B's Club Mix)
5. "Irresistible" (So So Def Remix) (featuring Lil Bow Wow)
6. "Irresistible" (Hex Hector club mix)
7. "A Little Bit" (Chris "The Greek" and Guido Club Mix).